# كأس هونغ كونغ 2000–01
كأس هونغ كونغ 2000–01 هو موسم من كأس هونغ كونغ. فاز فيه Double Flower FA ‏.